# Colina Poklónnaya

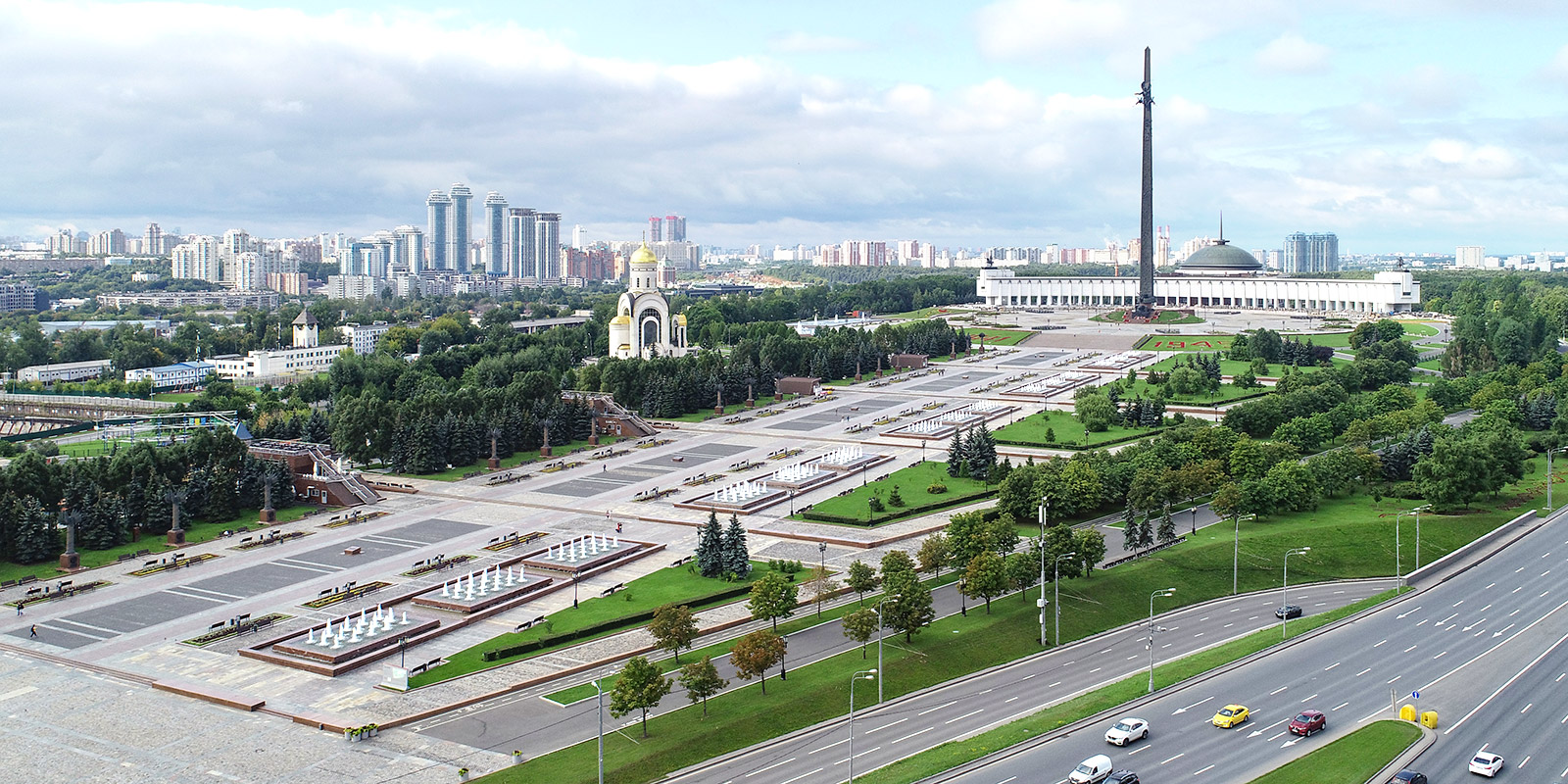
Parque de la Victoria, en la colina Poklónnaya.

La colina Poklónnaya, o el monte Poklónnaya (en ruso: Покло́нная гора́) fue, con 171,5 m, uno de los puntos más elevados de Moscú. Sus dos cimas flanqueaban el río Setun hasta que una de ellas fue arrasada en 1987. Desde 1936, el área ha pertenecido a Moscú y actualmente alberga el Parque de la Victoria, donde se exhiben numerosos tanques y otros vehículos de la Segunda Guerra Mundial.
Históricamente, la colina tuvo una gran importancia estratégica, ya que presentaba la mejor vista de la capital rusa. Su nombre deriva del verbo ruso «поклониться», con el significado de «inclinarse», ya que se esperaba que cualquiera que se acercase a la capital desde el oeste guardase respeto en este lugar. Durante la invasión napoleónica de Rusia, fue allí donde Napoleón esperó en vano que los rusos le entregasen las llaves del Kremlin.

## Parque de la Victoria

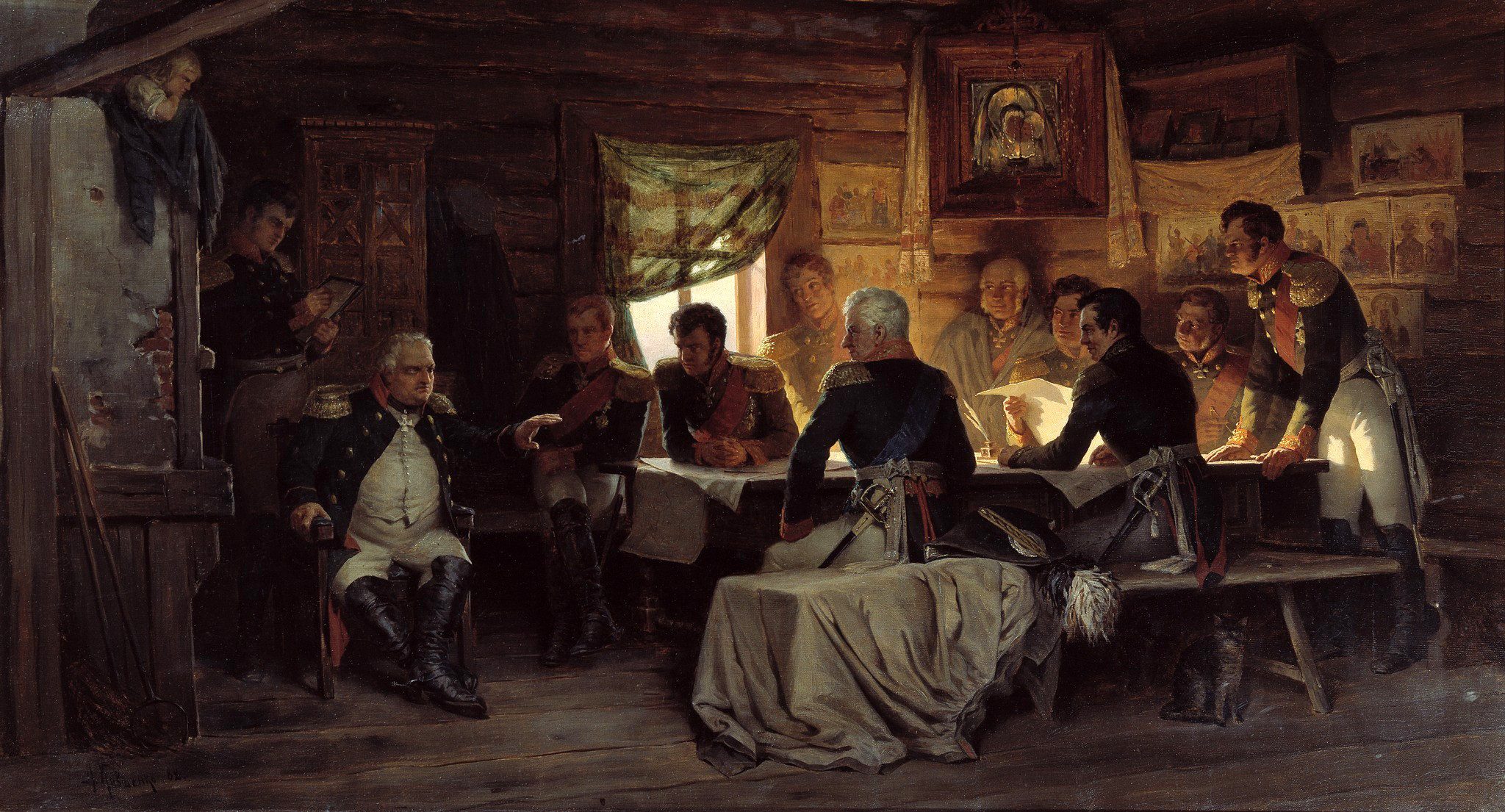
Michail Illarionovich Kutuzov (1745 - 1813), comandante en jefe del ejército ruso, está sentado en el extremo izquierdo, con sus generales.

En los años 1960, las autoridades soviéticas decidieron darle un uso al área como un museo al aire libre dedicado a la victoria rusa contra Napoleón. El Arco de Triunfo, erigido en madera en 1814 y en mármol en 1827 con diseño de Osip Bové, fue reubicado y reconstruido en este punto en 1968. Se designó como monumento nacional una casa de troncos en la que Mijaíl Kutúzov presidió el consejo de Filí donde se acordó abandonar Moscú al enemigo. El enorme panorama Batalla de Borodinó de Franz Roubaud (1910-12) se instaló allí en 1962. En 1973 se inauguró un monumento en honor a Kutúzov.
El Parque de la Victoria y la Plaza de los Vencedores fueron puntos notables del museo al aire libre. En 1987 se niveló la colina y en los años 1990 se añadió un obelisco con una estatua de Niké y un monumento de San Jorge matando al dragón, ambos diseñados por Zurab Tsereteli. El obelisco mide exactamente 141,8 m, es decir, 10 cm por cada día que duró la guerra. En lo alto de la colina se erigió en 1993-95 una iglesia ortodoxa de cúpula dorada, a lo que siguieron una mezquita conmemorativa y la Sinagoga Conmemorativa de Moscú.
El 9 de mayo de 1995 se celebró allí el primer desfile postsoviético de la victoria, al que asistieron el presidente ruso Borís Yeltsin y el ministro de Defensa y general Pável Grachov. Al mando del desfile estaba el comandante del Distrito Militar de Moscú, el coronel-general Leonid Kuznetsov. Este desfile también fue la primera muestra de los nuevos uniformes del ejército postsoviético. En la conmemoración de los 60 años del Día de la Victoria en 2005, el presidente Vladímir Putin inauguró 15 columnas de bronce que representan los principales frentes y armadas del Ejército Rojo durante la Segunda Guerra Mundial.

## Galería de imágenes

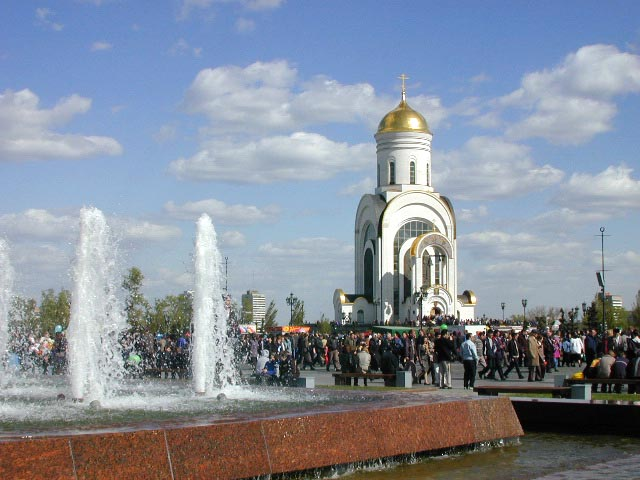
Iglesia de San Jorge
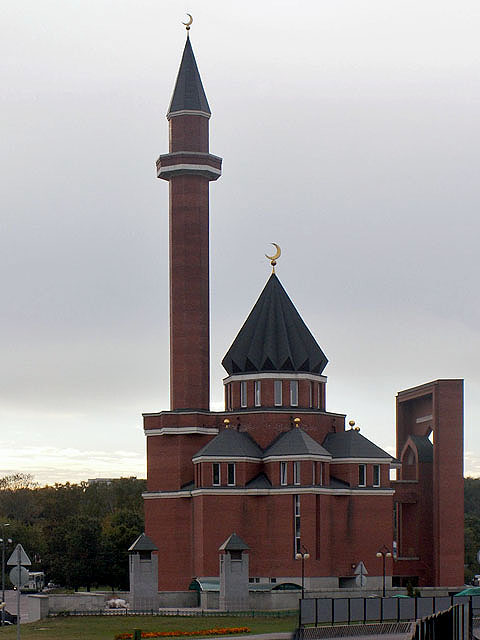
Mezquita conmemorativa
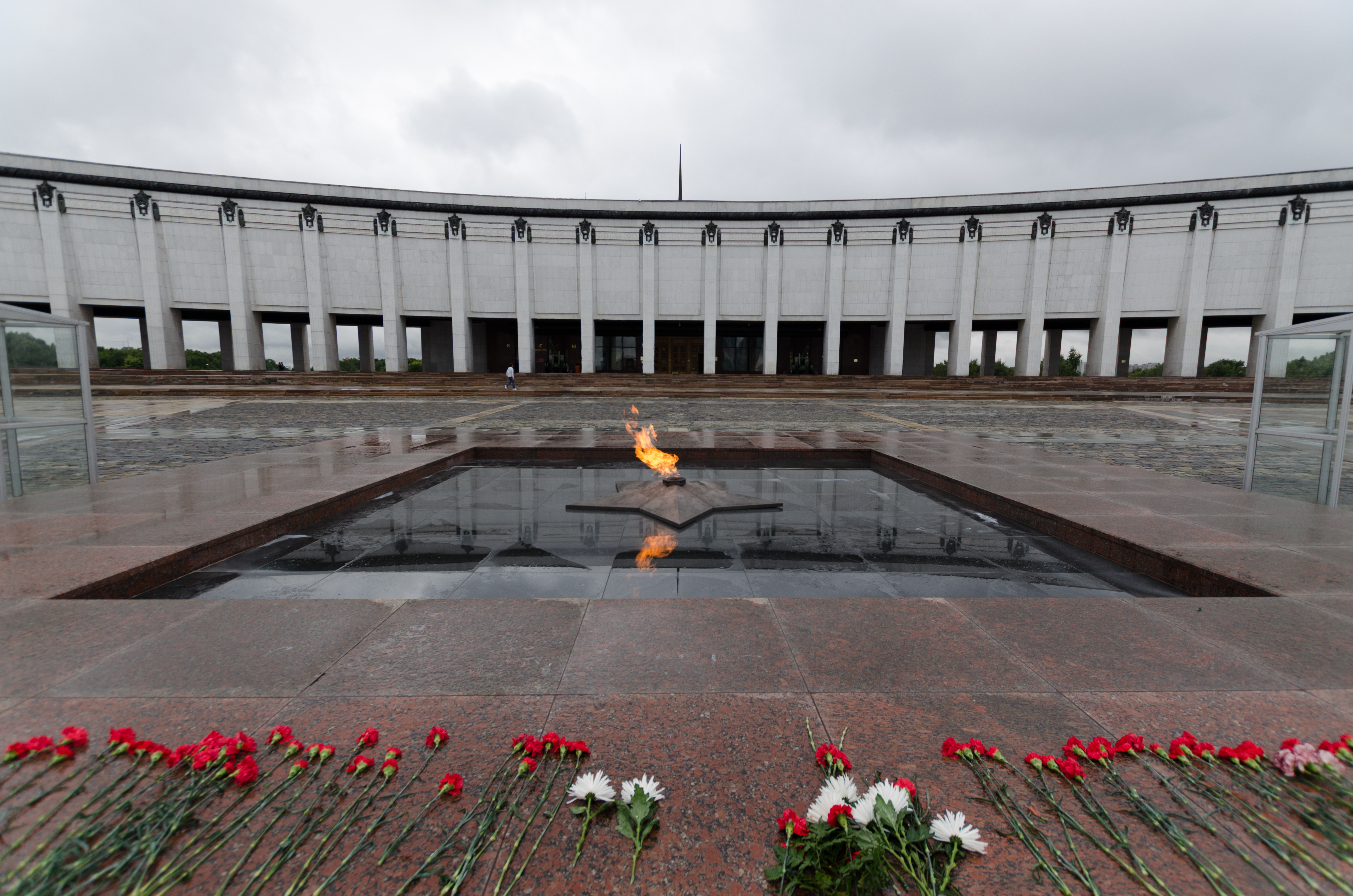
Llama eterna
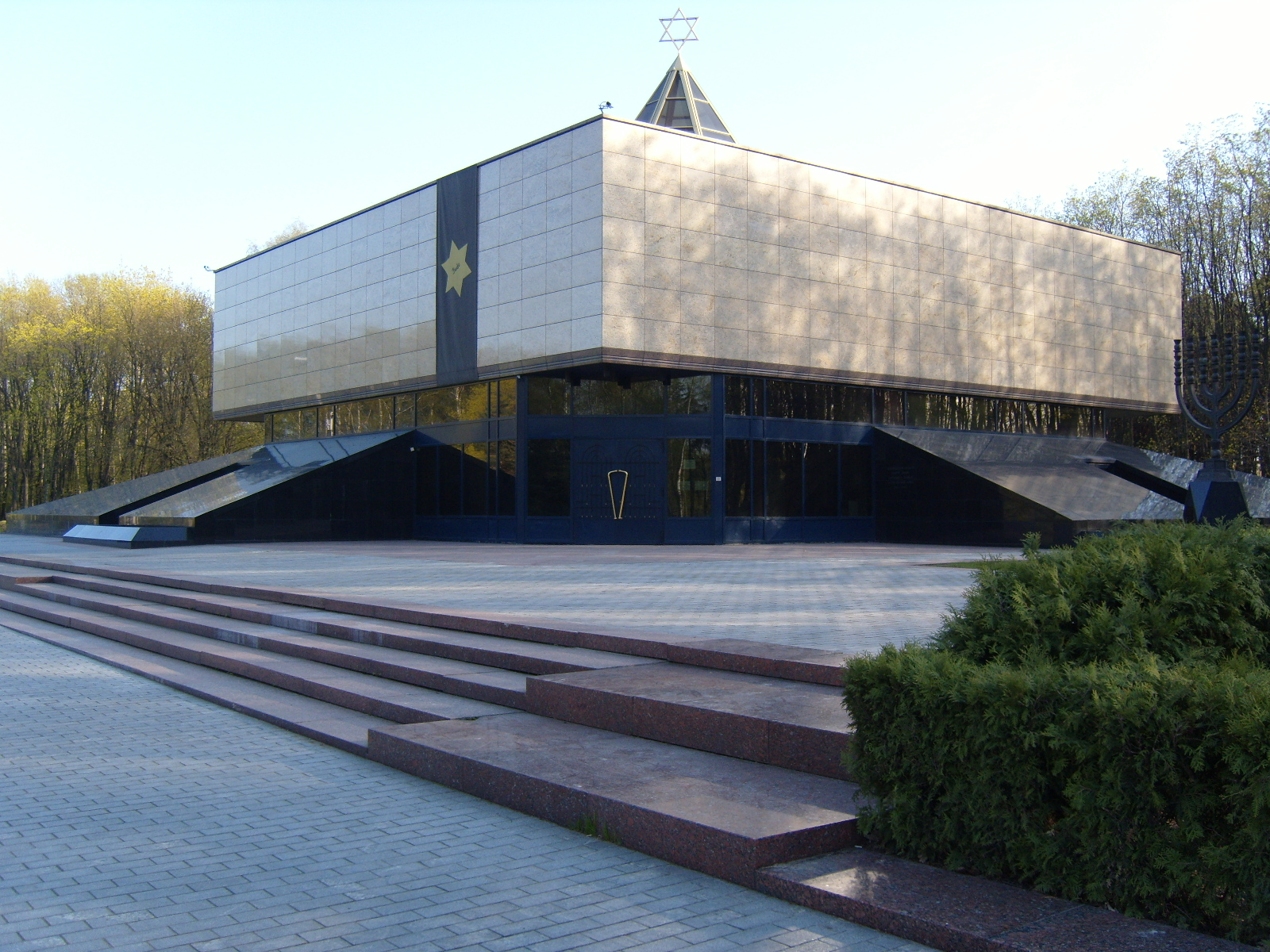
Sinagoga conmemorativa
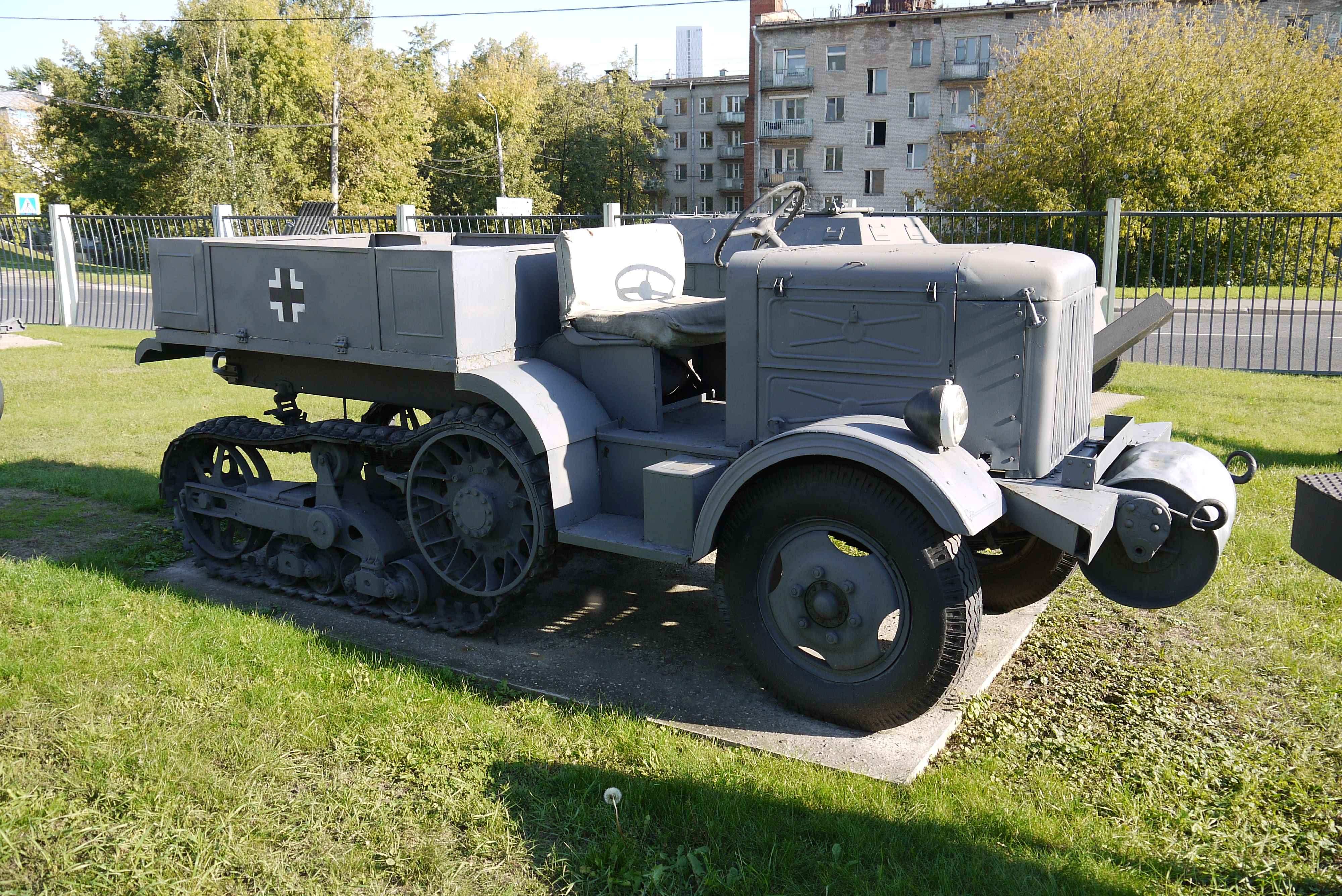
Semioruga Unic-Kegresse P107 half-track que fue capturado y utilizado por la Wehrmacht, expuesto en el Museo de la Gran Guerra Patriótica, en el Parque de la Victoria, en la colina Poklónnaya.
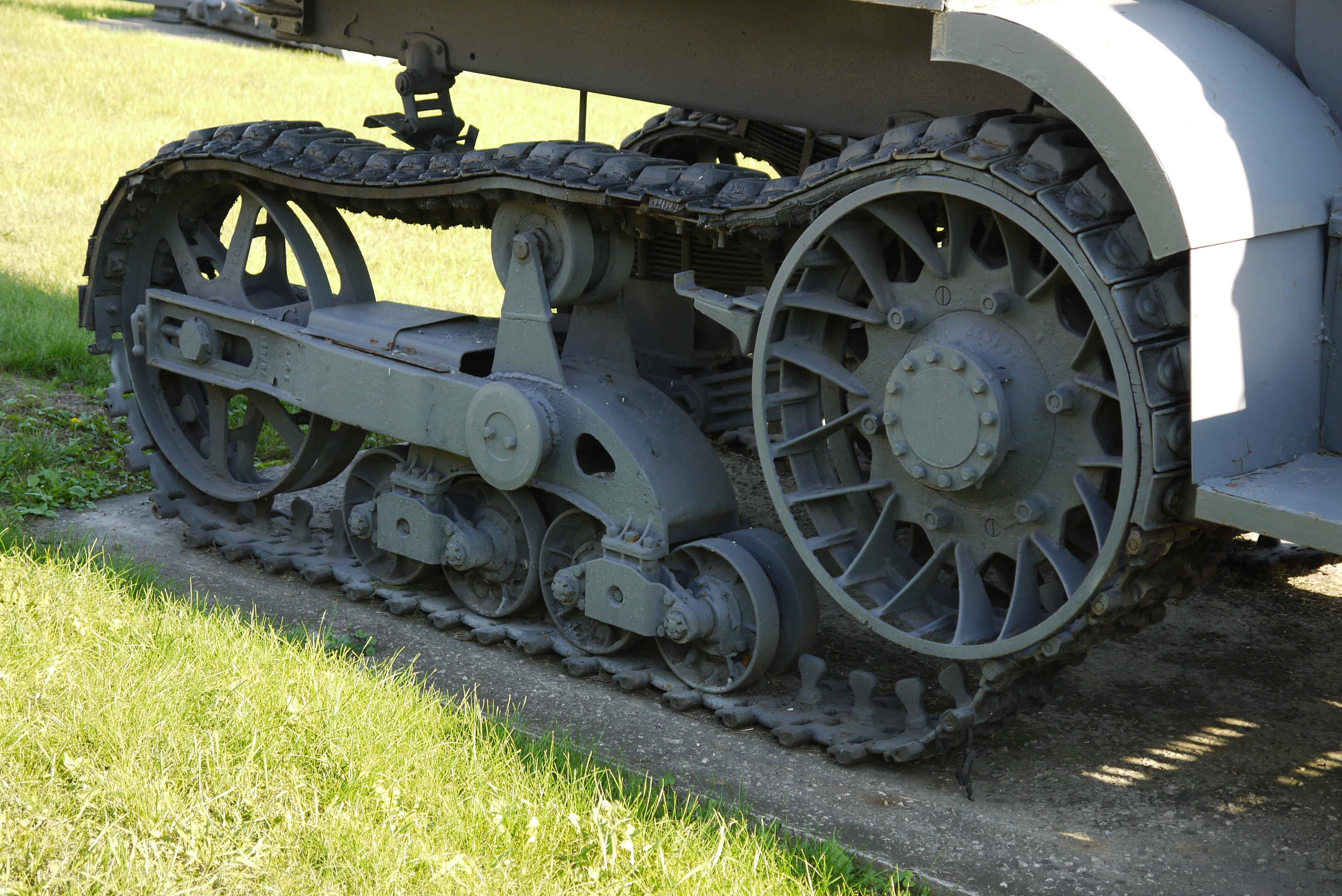
Detalle de un semioruga Unic-Kegresse P107 que fue capturado y utilizado por la Wehrmacht, expuesto en el Museo de la Gran Guerra Patriótica.
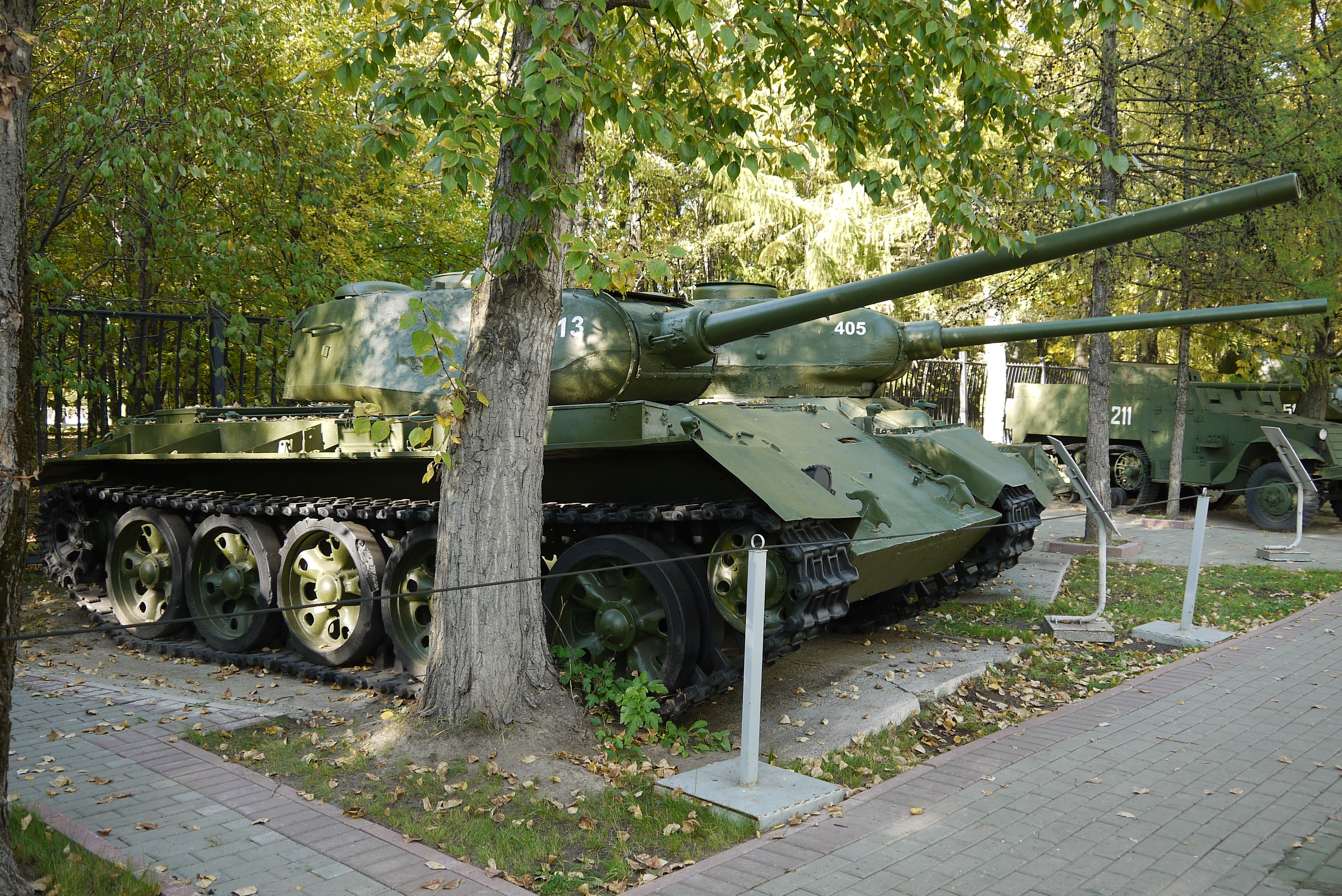
T-44 expuesto en el Museo de la Gran Guerra Patriótica.
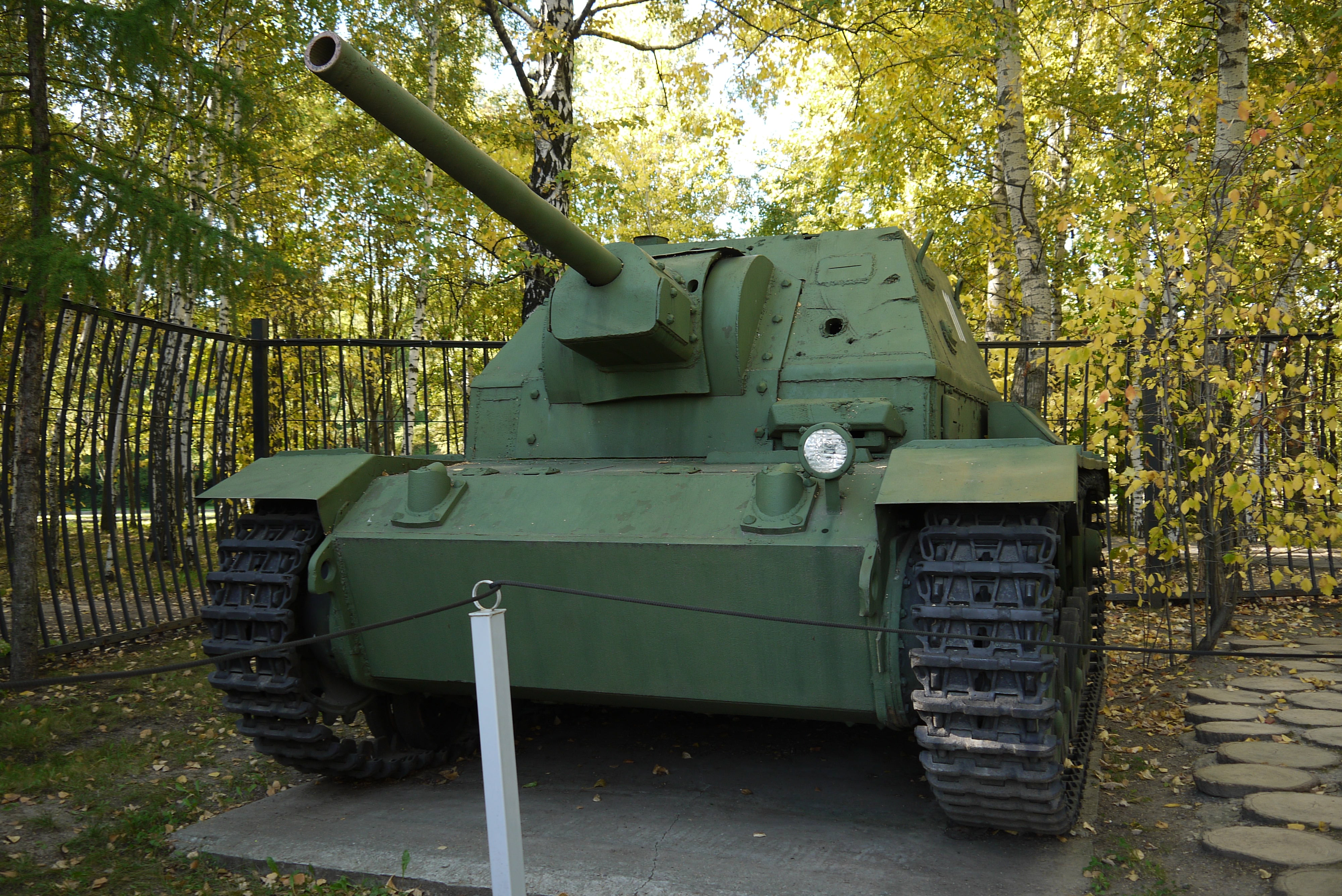
Su-76i expuesto en el Museo de la Gran Guerra Patriótica.
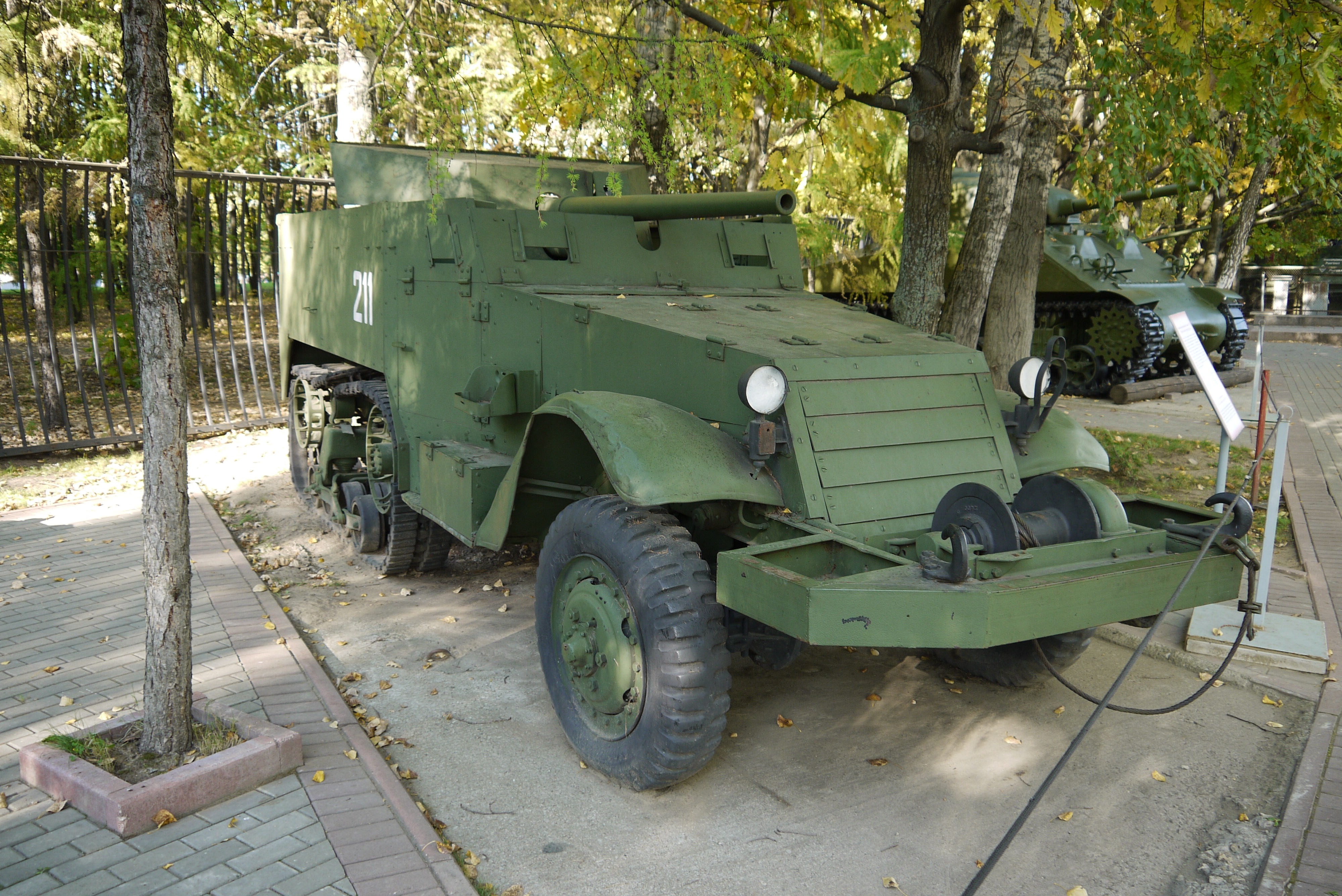
T48 57 mm GMC / SU-57 basado en el semioruga M3 expuesto en el Museo de la Gran Guerra Patriótica.

## Museo de la Gran Guerra Patriótica
Desde los años 1980, la colina también acoge el museo monumental de la victoria soviética en la Gran Guerra Patriótica. El edificio principal del museo fue construido entre 1983 y 1995. La Sala de la Gloria contiene relieves de las doce Ciudades Heroicas, y en sus paredes están inscritos los nombres de varios miles de personas a las que se les otorgó el título de Héroe de la Unión Soviética durante la guerra. La Sala del Recuerdo, en el piso inferior, contiene el Libro del Recuerdo, con los nombres de los más de 26 millones de soviéticos fallecidos durante la guerra.